# شو فو
شو فو هو متزلج على مسار قصير صيني، ولد في 2 نوفمبر 1995 في خيخه في الصين.